# Cassida leucanthemi
Cassida leucanthemi (лат.) — жук подсемейства щитоносок из семейства листоедов.

## Описание
Внешне вид похож на Cassida sanguinosa, отличаясь слабой выемкой на верхней губе, чёрными бедрами в основной половине или трети и темно-красным треугольным пятном в основании надкрылий.

## Экология
Предпочитает увлажненные местообитания. Питается на нивянике (Leucanthemum ircutianum, Leucanthemum vulgare) из семейства астровые.

## Распространение
Встречается в Центральной и Восточной Европе.